# Klimowicze (stacja kolejowa)
Klimowicze (biał. Клімавічы; ros. Климовичи) – stacja kolejowa w miejscowości Klimowicze, w rejonie klimowickim, w obwodzie mohylewskim, na Białorusi. Położona jest na linii Orsza – Krzyczew – Uniecza.